# Acualmetzli
Acualmetzli (del náhuatl: mala luna) (Coyoacán, 1520 - Gran Chichimeca, 1542), fue hijo de un guerrero mexica, al quedar huérfano se educó en el Colegio de la Santa Cruz de Tlatelolco, fue bautizado con el nombre de Ignacio Alarcón de Roquetilla. En 1540, al comprender la trágica muerte de sus padres, decidió unirse a los chichimecas para combatir a los conquistadores españoles.    

## Semblanza biográfica
Su padre murió durante el desarrollo de la Conquista de México. Su madre, en castigo por ofender a los españoles, fue mutilada de las orejas y murió a consecuencia. Acualmetzli quedó bajo la tutela de un conquistador español quien lo educó de forma cristiana. Aprendió la lengua española y el manejo de las armas. Al cumplir diecisiete años ingresó en el Colegio de la Santa Cruz de Tlatelolco, aprendió latín y francés. Fue discípulo del franciscano Arnoldo Balzac. El sacerdote fue quien le añadió el nombre de Roque.
Al cumplir veinte años, Acualmetzli aprendió la forma de escribir náhuatl, intrigado por su origen, investigó y comprendió la muerte de sus padres. Desde ese momento, planeó unirse a los chichimecas para combatir a los españoles. Confió sus planes al franciscano, quien trató de persuadirlo. Ante la negativa, Balzac fingió estar de acuerdo con el joven, pero mientras tanto, logró obtener una orden del virrey Antonio de Mendoza para enviarlo de inmediato a España, en donde debería de continuar sus estudios. Sin embargo Acualmetzli, logró escapar a la Sierra de Querétaro durante la época en que se desarrollaba la Guerra del Mixtón.
Después de combatir furtivamente durante dos años, en el otoño de 1542, las fuerzas del virrey de Mendoza cercaron a los compañeros de Acualmetzli, y notaron que:

«En esta campaña era admirable el orden con que los chichimecas se batían, desconocido por los indios, pues se presentaban los batallones, a siete hombres de fondo, sus filas eran cerradas, sus movimientos regulares, y se hubiera dicho que algún desertor español les había eneseñado la táctica de Europa, si entre los cadáveres de los vencidos no se hubiera encontrado el de un indio muy conocido de México por amigo de los españoles, y llamado Roquetilla o Ignacio Alarcón, pues ya era bautizado y confirmado, y renegó por irse, guiado por el demonio, con los montaraces chichimecas».

De esta forma, en la sierra que se extiende en los alrededores de Querétaro, Acualmetzli murió combatiendo a los españoles.